# Unione Sportiva Juventus Domo 1940-1941
Questa voce raccoglie le informazioni riguardanti l'Unione Sportiva Juventus Domo nelle competizioni ufficiali della stagione 1940-1941.

## Rosa
| N. |                   | Ruolo | Calciatore       |
| -- | ----------------- | ----- | ---------------- |
|    | Italia (bandiera) | A     | Enzo Antonioli   |
|    | Italia (bandiera) | D     | Gianfranco Bensi |
|    | Italia (bandiera) | D     | Alfredo Cerri    |
|    | Italia (bandiera) | D     | Angelo Colombo   |
|    | Italia (bandiera) | A     | S. Chezzi        |
|    | Italia (bandiera) | A     | L. De Cesari     |
|    | Italia (bandiera) | C     | Giovanni Donna   |
|    | Italia (bandiera) | D     | Emilio Drutto    |
|    | Italia (bandiera) | A     | Bruno Forlano    |
|    | Italia (bandiera) | D     | B. Fresia        |
|    | Italia (bandiera) | C     | Natale Gaggiotti |
|    | Italia (bandiera) | D     | Alfredo Gilardo  |
|    | Italia (bandiera) | D     | Oreste Giorcelli |

| N. |                   | Ruolo | Calciatore        |
| -- | ----------------- | ----- | ----------------- |
|    | Italia (bandiera) | A     | A. Lanzi          |
|    | Italia (bandiera) | D     | Cesare Martelli   |
|    | Italia (bandiera) | P     | Giovanni Mattioni |
|    | Italia (bandiera) | C     | Pacifico Mazza    |
|    | Italia (bandiera) | P     | G. Paglino        |
|    | Italia (bandiera) | D     | Giuseppe Ponti    |
|    | Italia (bandiera) | A     | Felice Prandini   |
|    | Italia (bandiera) | D     | Primo Ranaboldo   |
|    | Italia (bandiera) | P     | Felice Rinolfi    |
|    | Italia (bandiera) | A     | A. Torricelli     |
|    | Italia (bandiera) | A     | Giovanni Sella    |
|    | Italia (bandiera) | A     | Franco Torricelli |
|    | Italia (bandiera) | A     | Giovanni Toscano  |